# Christian Sedat
Christian Sedat (* 1967 in Bremen) ist ein deutscher Diplomat. Seit 2025 ist er deutscher Botschafter in Kamerun. Zuvor war er von 2023 bis 2025 deutscher Botschafter im Südsudan.

## Leben und Diplomatie
Christian Sedat machte 1986 sein Abitur. Von 1986 bis 1989 absolvierte er die Ausbildung für den gehobenen Auswärtigen Dienst. 1990/91 machte er seinen Zivildienst im Bürgerhospital Frankfurt am Main.
Von 1991 bis 1993 war er am deutschen Generalkonsulat Marseille beschäftigt. Von 1993 bis 2005 war er in der Zentrale des Auswärtigen Amts in Bonn und anschließend Berlin beschäftigt. Von 2005 bis 2008 war er Ständiger Vertreter des Botschafters an der Deutschen Botschaft Nouakchott.
Anschließend machte Christian Sedat den Aufstieg in den höheren Auswärtigen Dienst. Nach der Diplomatenausbildung an der Akademie Auswärtiger Dienst in Berlin-Tegel war er von 2009 bis 2012 Referent an der Politischen Abteilung der Deutschen Botschaft Washington.
Von 2012 bis 2016 war Sedat Referent im Personalreferat in der Zentrale des Auswärtigen Amts in Berlin. Von 2016 bis 2019 war er Ständiger Vertreter an der Deutschen Botschaft Sarajevo. Anschließend war er von 2019 bis 2020 zunächst stellvertretender Referatsleiter im Westafrika-Referat und von 2020 bis 2023 im Personalreferat.
Von 2023 bis 2025 leitete Sedat die deutsche Botschaft im Südsudan. Er wurde am 24. Januar 2024 von dem Präsidenten in der Republik Südsudan, Herrn Salva Kiir Mayardit, zur Überreichung seines Beglaubigungsschreibens empfangen.
Im Juli 2025 übernahm Sedat die Leitung der deutschen Botschaft in Kamerun. Er ist zudem für die Zentralafrikanische Republik und Äquatorialguinea nebenakkreditiert.